# Cambuci
Cambuci est une ville de l'État de Rio de Janeiro au Brésil. La ville comptait 14 829 habitants en 2010 et sa superficie est de 561,7 km2. Elle a été fondée le 6 mai 1891.

## Maires
| Période | Période | Identité        | Étiquette | Qualité |
| ------- | ------- | --------------- | --------- | ------- |
| 2009    | 2012    | Oswaldo Botelho | PR        |         |